# Перти, Максимилиан
Максимилиан Перти (нем. Josef Anton Maximilian Perty; 17 сентября 1804, Орнбау, Бавария — 8 августа 1884, Берн) — немецкий натуралист и энтомолог, профессор.

## Биография
Максимилиан Перти родился 17 сентября 1804 года в Орнбау, Бавария. С 1807 года жил и учился в Мюнхене. В 1826 году получил степень доктора медицины в университете Ландсхута. 
С 1827 года работал в Зоологической государственной коллекции Мюнхена. 
В 1833 году Перти переехал в Берн, где стал профессором в новом созданном в 1834 году Бернском университете. Исследовал насекомых (жуков, пчел), коловраток (Rotatoria), инфузорий. 
Описал более 600 видов насекомых, в том числе 308 видов жуков (Coleoptera) и крупнейшего в мире муравья (Динопонера гигантская). 
Был членом нескольких научных обществ: Академии Леопольдина (1860), Лондонского энтомологического общества (1835), Баварской академии наук (1861), Венского зоолого-ботанического общества (1865), Лондонского этнологического общества (1868), Антропологического института Великобритании и Ирландии (1872).
Максимилиан Перти умер 8 августа 1884 года в городе Берне (Швейцария).

## Труды
- Delectus Animalium Articulatorum quae in itinere per Brasiliam Annis MDCCCXVII - MDCCCXX Iussu et Auspiciis Maximiliani Josephi I. Bavariae Regis Augustissimi, percato collegerunt Dr J. B. de Spix et Dr. C. F. Ph. de Martius, 1830–1834
- Observationes nonnulae in Coleoptera Indiae orientalis, München 1831 (Habilitationsschrift)
- Ueber die höhere Bedeutung der Naturwissenschaften und ihren Standpunkt in unserer Zeit. Eine akademische Eröffnungsrede, Bern 1835 (Digitalisat)
- Allgemeine Naturgeschichte als philosophische und Humanitätswissenschaft, 1837–1846 (Digitalisate: 1. Band 1837, 2. Band 1838, 3. Band 1843, 4. Band 1846)
- Zur Kenntniss kleinster Lebensformen, 1852 (Digitalisat)
- Grundzüge der Ethnographie, Leipzig und Heidelberg 1859 (Digitalisat)
- Die mystischen Erscheinungen in der menschlichen Natur Leipzig 1861 (Digitalisat), 2. Auflage 1872 (2 Bände)
- Die Realitat magischer Krafte und Wirkungen des Menschen gegen die Widersacher vertheidigt. Ein Supplement zu des Verfassers „Mystischen Erscheinungen der menschlichen Natur“, 1863 (Digitalisat)
- Über das Seelenleben der Tiere, Leipzig und Heidelberg 1865 (Digitalisat), 2. Auflage 1876
- Die Natur im Licht philosophischer Anschauung, Leipzig und Heidelberg 1869
- Blicke in das verborgene Leben des Menschengeistes, Leipzig und Heidelberg 1869 (Digitalisat)
- Der jetzige Spiritualismus und verwandte Erfahrungen der Vergangenheit und Gegenwart. Ein Supplement zu des Verfassers „Mystischen Erscheinungen der menschlichen Natur“, 1877 (Digitalisat)
- Erinnerungen aus dem Leben eines Natur- und Seelenforschers des 19. Jahrhunderts, Leipzig und Heidelberg 1879